# Ausländer
Ausländer är en singel av Rammstein från deras sjunde studioalbum Rammstein. Singeln lanserades först digitalt den 28 maj 2019 för att tre dagar senare lanseras i fysiskt format.
Musikvideon, som regisserades av Jörn Heitmann, hade premiär den 28 maj 2019.

## Låtlista
Alla låtar är skrivna och komponerade av Rammstein, om inte annat anges. 
| Nr | Titel                          | Längd |
| -- | ------------------------------ | ----- |
| 1. | Ausländer                      | 3:51  |
| 2. | Radio                          | 4:37  |
| 3. | Ausländer (RMX by Felix R3HAB) | 3:51  |
| 4. | Ausländer (RMX by Felix Jaehn) | 3:51  |
| 5. | Radio (RMX by twocolors)       | 5:00  |